# 로메오 베르티니
로메오 베르티니(이탈리아어: Romeo Bertini, 1893년 4월 21일 ~ 1973년 8월 29일)는 주로 마라톤에 참가한 이탈리아의 육상 선수였다.
제사테에서 태어나 밀라노에서 사망하였다. 1924년 파리 올림픽 마라톤에 나가 2시간 47 20초의 기록과 함께 은메달을 획득하였다.
4년 후, 암스테르담 올림픽 마라톤에도 나갔지만, 완료하지 않았다.